# 마리오 프리크 (축구 선수)
마리오 프리크(Mario Frick, 1974년 9월 7일 ~ )는 스위스 출생 리히텐슈타인의 전 축구 선수이자 현 지도자로 현재 스위스 슈퍼리그 FC 루체른의 감독직을 맡고 있으며 FIFA 센추리클럽에 가입되어 있는 4명의 리히텐슈타인 대표팀 선수 중 하나이며 리히텐슈타인 역대 국제 A매치 최다 득점자이다.

## 선수 경력

### 클럽
1990년 FC 발처스 입단을 통해 프로에 입문한 이후 26년간 이탈리아, 스위스의 여러 프로팀을 거치는 동안 발처스의 리히텐슈타인 컵 2회 우승, FC 취리히의 1999-2000 시즌 스위스컵 우승을 이끌었고 그와 더불어 통산 4번의 리히텐슈타인 올해의 선수상에 선정되는 영예를 안았으며 이후 2011년부터 2016년까지 발처스의 플레잉코치로 활동하다가 26년간의 프로 선수 생활을 마감했다.

### 국가대표팀
1993년 10월 에스토니아와의 친선 경기에서 국제 A매치 데뷔전을 치렀고 1997년 9월 6일 1994년 FIFA 월드컵 8강에 빛나는 루마니아와의 1998년 FIFA 월드컵 유럽 지역 예선 8조 9차전에서 A매치 데뷔골을 신고했다. 
이후 2006년 FIFA 월드컵 유럽 지역 예선 3조에서 3골을 터뜨렸는데 특히 룩셈부르크와의 4차전 원정 경기와 홈에서 열린 10차전 경기에서 각각 1골씩 터뜨리면서 팀의 월드컵 지역 예선 사상 첫 승과 승점 및 첫 조 탈꼴찌에 일조했으며 2015년을 끝으로 국가대표팀 은퇴를 선언하면서 대표팀 유니폼을 반납했다.

## 지도자 경력

### FC 파두츠
선수에서 은퇴 후 2012년부터 2017년까지 친정팀인 발처스의 감독으로 지도자 경험을 쌓기 시작했고 이후 2017년부터 2018년까지 FC 파두츠 U-18팀, 리히텐슈타인 U-18 대표팀 그리고 U-19 대표팀 감독을 연달아 맡았으며 2018년 FC 파두츠의 성인팀 감독으로 정식 선임되자마자 2018-19 시즌 리히텐슈타인 컵에서 팀의 컵대회 통산 47번째이자 7연속 우승 및 2019-20년 UEFA 유로파리그 2차 예선행을 지휘했다.

## 같이 보기
- A매치 100경기 이상 출전한 축구 선수 명단